# Hansa (Darknet-Markt)
Hansa war ein im Tor-Netzwerk als Hidden Service betriebener Darknet-Markt, welcher 2014 online ging und 2017 im Rahmen einer multinationalen Operation geschlossen wurde.

## Schließung
Gemeinsam mit AlphaBay gehörte Hansa vor seiner Schließung im Juni 2017 zu den größten Märkten im Darknet. Am 20. Juli 2017 wurde bekannt, dass der Markt von Strafverfolgungsbehörden im Rahmen der Operation Bayonet übernommen und später geschlossen wurde. Zudem wurden IP-Adressen und andere identitätsstiftende Daten von Benutzern der Seite beschlagnahmt.
Laut dem Ermittler der lokalen Behörden der Niederlande, Martijn Egberts, konnten rund 10.000 Adressen von Käufern auf Hansa außerhalb der Niederlande sichergestellt werden. Während dieser Zeit ließ die Polizei die Verkäufe und Käufe auf Hansa (in dieser Zeit stieg die Anzahl derer von 1.000 auf 8.000 pro Tag) weiterlaufen, um an Beweise zur zukünftigen Verurteilung von Nutzern zu gelangen. Ihr gelang es nach eigenen Angaben, durch eine Modifikation des Quellcodes, an die Passwörter der Benutzer, PGP-verschlüsselte Nachrichten, Bitcoins, IP-Adressen und andere „relevante“ Informationen zu kommen. Mit diesen Informationen soll es Strafverfolgungsbehörden weltweit ermöglicht werden, Benutzer des Darknet-Markts zu identifizieren. Zudem konnten die Informationen, die erlangt wurden, dazu verwendet werden, um Verkäufer-Accounts in anderen Darknet-Märkten zu schließen.
Nach Schließung der Seite wurde dort eine sogenannte „seizure notice“ (deutsch: „Ergreifungsnachricht“) und der Link zum Hidden Service der niederländischen Polizei angezeigt, unter dem Nutzer mehr Informationen über die Operation herausfinden konnten.